# Astrotricha pauciflora
Astrotricha pauciflora är en araliaväxtart som beskrevs av Anthony R. Bean. Astrotricha pauciflora ingår i släktet Astrotricha och familjen Araliaceae. Inga underarter finns listade.